# Mercedes-Benz W109
Mercedes-Benz 300 SEL är en personbil, tillverkad av den tyska biltillverkaren Mercedes-Benz mellan mars 1966 och september 1972.

## 300 SEL
Ett knappt år efter introduktionen av Mercedes-Benz W108, presenterades lyxversionen 300 SEL i mars 1966. Bilen hade exklusivare interiör än sina enklare syskon och var försedd med den stora sexan och luftfjädringen från företrädaren W112. Mercedes gjorde gällande att L:et i modellnamnet stod för just Luftfederung (luftfjädring).
I december 1967 upphörde tillverkningen av treliterssexan M189 och bilen försågs med den mindre sexan M130 från 280 SL.
I september 1969 ersattes den sexcylindriga motorn av Mercedes nya V8 i 300 SEL 3.5.
Produktionen upphörde i september 1972 efter 17 024 tillverkade exemplar.

## 300 SEL 6.3

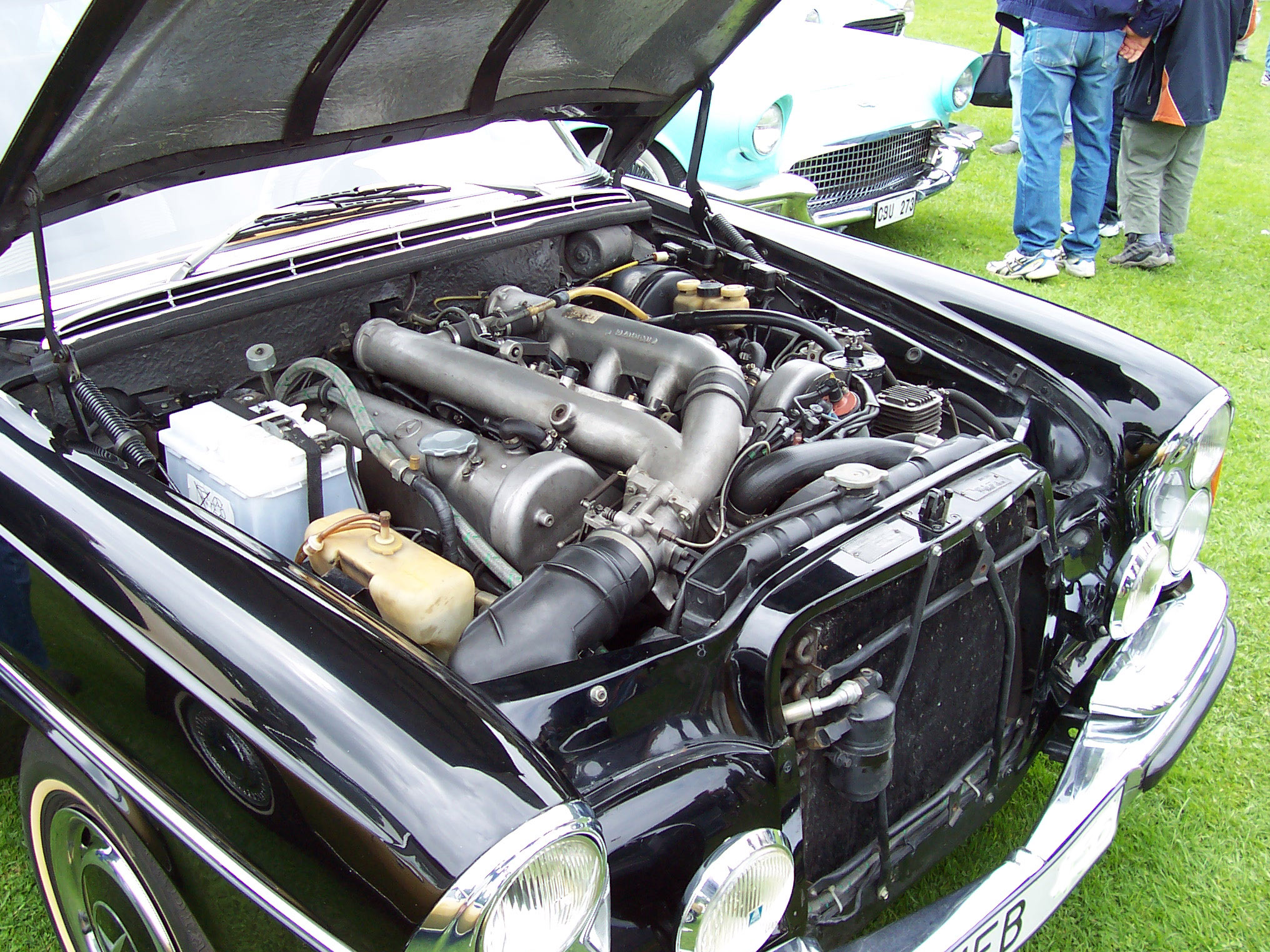
M100

På Genèvesalongen 1968 introducerade Mercedes sin nya prestandabomb 300 SEL 6.3. Under motorhuven på W109-karossen hade man klämt ner den stora V8-motorn från lyxlimousinen 600. Resultatet blev en fyrdörrars sedanmodell med prestanda som få renodlade sportbilar kunde matcha. Accelerationen från 0 – 100 km/h på 6,5 sek., samt 0 - 200 km/h på 31 sek., och en toppfart på 220 km/h är imponerande siffror ännu idag. 
Detta är dock Mercedes egna siffror, flertalet tidningstester talar om lite sämre prestanda.
Bilens unika ställning på marknaden, utan några egentliga konkurrenter, gjorde den till en framgång och när produktionen upphörde i september 1972 hade man byggt 6 526 exemplar.

## Versioner
| Modell      | Årsmodell | Motor                    | Cylindervolym | Effekt | Bränslesystem            | Anm.           |
| ----------- | --------- | ------------------------ | ------------- | ------ | ------------------------ | -------------- |
| 300 SEL     | 1966-67   | M189: 6-cyl radmotor ohc | 2996 cm³      | 170 hk | Bosch bränsleinsprutning |                |
| 300 SEL     | 1968-69   | M130: 6-cyl radmotor ohc | 2778 cm³      | 170 hk | Bosch bränsleinsprutning |                |
| 300 SEL 6.3 | 1968-72   | M100: 8-cyl V-motor ohc  | 6330 cm³      | 250 hk | Bosch bränsleinsprutning |                |
| 300 SEL 3.5 | 1970-72   | M116: 8-cyl V-motor ohc  | 3499 cm³      | 200 hk | Bosch bränsleinsprutning |                |
| 300 SEL 4.5 | 1971-72   | M117: 8-cyl V-motor ohc  | 4520 cm³      | 200 hk | Bosch bränsleinsprutning | Endast för USA |